# Panchylissus cyaneipennis
Panchylissus cyaneipennis là một loài bọ cánh cứng trong họ Cerambycidae.